# José Vicente Fuentes
José Vicente Fuentes Castilla (Manises, Valencia, 1986) es un músico, director y compositor español.

## Biografía
Inició sus estudios musicales en la especialidad de tuba en Manises. Su formación se decanta hacia la composición y dirección. Estudia composición con Julio Martínez y obtiene el título profesional con mención de honor en Fundamentos de la Composición. Es licenciado en composición por el conservatorio superior de Valencia “Joaquín Rodrigo” en junio de 2010 con matrícula de honor y Premio Extraordinario Fin de Carrera con los maestros A. Valero en composición, G. Jiménez en electroacústica, E. Sanz en música contemporánea, Carlos Gimeno y Rafael Sánchez Mombiedro en reducción de partituras y acompañamiento e improvisación, Roberto Forés y Ramón Pastor en instrumentación y orquestación, Francisco Tamarit en contrapunto y Fuga, Pascual Hernández Farinós en Historia de la Música. Era Director del Ateneu Cultural Cor Ciutat de Manises desde su fundación.
Como instrumentista de tuba, perteneció al cuarteto Les Tubes Bojes con el cual ha participado en diversos eventos; entre ellos, la actuación en Canal 9 en abril de 2005. En abril de 2007 actúa como solista junto a la Orquesta Sinfónica de Varsovia en el Millenium Pace 2007. Perteneció al grupo de arpas Bisbigliando, única formación arpística de España desde su fundación. Actualmente es miembro del grupo instrumental 360 con el cual realiza numerosos conciertos de música contemporánea y gran cantidad de estrenos con el que ha grabado el disco "Giro Postal" en 2013.

## Profesor
En su faceta didáctica, ha realizado numerosos conciertos didácticos para niños. En el curso 2005-2006 imparte en el Conservatorio Superior de Música de Valencia una masterclass de “Nuevas técnicas de composición para la tuba contemporánea” y en el curso 2007-2008 imparte en el mismo conservatorio tres masterclasses sobre instrumentación; entre ellas, cabe destacar la que versa sobre “El Arpa y sus efectos”. Así mismo es el creador del sistema educativo del Ateneu Cultural Cor Ciutat de Manises con el que ha conseguido el Premio a la Innovación Educativa 2012.

## Compositor
Como compositor, ha recibido encargos de la organización del concurso de Tubas de Altea 2005, 2006, 2008, 2009, 2011 y 2012 para componer la obra obligada del primer y segundo ciclo de Grado Medio. Su obra “Obertura para Banda” es estrenada en diciembre de 2006 por la Banda Municipal de Santiago de Compostela por encargo de D. Roberto Forés, Catedrático de Instrumentación y Orquestación del Conservatorio Superior de Música de Valencia. En 2006 imparte una conferencia en el IX Curso de Análisis Musical en el Conservatorio de Moncada con el título “Nuevas técnicas compositivas”. En el I Festival de Música Contemporánea de Buñol 2007 estrena la obra “La Tuba Boja” junto con el grupo de percusión Libercusió. En 2008 recibe el encargo del ayuntamiento de Valladolid para instrumentar la obra conmemorativa del centenario del mismo y recibe el Premio Nacional Valencia Crea, y el Premio Villa de Madrid  Archivado el 2 de mayo de 2009 en Wayback Machine.. En 2009 gana el Premio "40 aniversario de la FSMCV" y compone por encargo del IVM  Archivado el 25 de diciembre de 2008 en Wayback Machine.(Instituto Valenciano de la Música)la obra obligada del certamen de la Comunidad Valenciana del mismo año. Obtiene el Premio Nacional "Valencia Crea 2009" de Composición. En junio realiza una conferencia sobre su obra "Concierto para Banda" en la escuela de dirección de "La Vall d'Albaida" bajo la supervisión del maestro José Rafael Pascual Vilaplana. Realiza el curso de perfeccionamiento musical con el maestro Leonardo Balada sobre composición en Montserrat en julio de 2009 donde recibe el Premio Internacional "Salvador Seguí" 2009 para quinteto de viento, estrenado en 2010 por el Quinteto Cuesta. En septiembre de 2009 recibe el Accésit del concurso de composición Ciudad de Lliria para Solista y Banda. El 9 de noviembre de 2009 la Banda Municipal de Madrid,dirigida por el maestro Enrique García Asensio, estrena su obra "Concierto para Banda nº1" en el Teatro Monumental de Madrid. En 2010 compone su ópera "Hasta la Próxima" para la inauguración del nuevo centro del CSM de Valencia y recibe encargos del trombonista y compositor Francisco Coll y del percusionista David Tarín. Así mismo participa en el curso de Villafranca del Bierzo con los maestros Tomás Marco, Cristóbal Halffter y José María Sánchez-Verdú. En febrero de 2011 recibe el Premio Villa de Madrid "Joaquín Rodrigo" para orquesta. En junio de 2011 realiza el curso de composición de la UPV con el maestro Leonardo Balada. En agosto participa en el curso de composición con los maestros C. Halffter, T. Marco, Alberto Posadas y Alberto Rosado. En octubre de 2011 el IVM vuelve a elegir como obra obligada en el Certamen de la Comunidad Valenciana su obra "Tabú". En noviembre de 2012 obtiene el Accésit en el Concurso de Composición de la Vila de Muro. En mayo de 2013 recibe el galardón del premio nacional Valencia Crea 2013. Realiza master-class con maestros como: Jean Claude Risset, Gonzalo Biffarella, Nasser Houari, Luis de Pablo, Juan Andrés Beato, Stefano Scarani, Vicent Minguet, Baldomero Llorenç, Manuel Añón y Camilo Irizo.

## Director
Su trayectoria como director se inicia en el año 2003 con numerosas participaciones en conciertos didácticos para niños. En diciembre de 2006 dirige la parte coral de la zarzuela “Los Gavilanes” de Jacinto Guerrero. En mayo y junio de 2007 dirige por completo el musical “El Fantasma de la Ópera” de A. LL. Webber. En diciembre de 2008 dirige el musical “La Vida es Bella” de propia creación. Ha sido director invitado de formaciones como Libercusió (grupo contemporáneo de percusión) en agosto de 2007 y Temporada 2009, y Bisbigliando (grupo de arpas) en abril de 2008 y la temporada 2009-10, siendo nombrado en 2010 director titular hasta su disolución en 2012. Ha dirigido a los solistas Francisco Valls, Laura Lavilla, Fernando Llarena, Ruth de los Reyes, Jaume Gimeno, David Tarín, Conchín Darijo, Pep Gimeno "Botifarra" etc. En diciembre de 2009 dirige la opereta "La Corte de Faraón". Promueve la recuperación del Cant de la Sibil·la en la población de Manises y Valencia siendo representado en diciembre de 2009 y 2010 incluso en el Oceanográfico de la Ciudad de las Artes y las Ciencias de Valencia en febrero de 2011. En marzo de 2012 dirige la ópera "María de Buenos Aires" de Astor Piazzolla. Estudia dirección con los maestros: José Rafael Pascual Vilaplana, Jan Cober, Alex Schillings, Felix Hauswirth y Franco Cesarini.
Actualmente ya no es director del Ateneu Cultural Cor Ciutat de Manises.

## Galardones
- Premio Nacional “Valencia Crea 2008”. Grupo de Cámara
- Premio Villa de Madrid “Maestro Villa” 2008 para Banda Sinfónica.
- Premio Internacional de composición para Banda y Coro "40 aniversario de la FSMCV" 2009.
- Premio Nacional "Valencia Crea 2009". Grupo de Cámara
- Premio Internacional "Salvador Seguí" 2009 de Montserrat para Quinteto de Viento.
- Accésit en el Concurso Internacional para Banda y Solista Ciutat de LLiria 2009 por su obra "Concierto para Tuba".
- Premio Villa de Madrid "Joaquín Rodrigo" 2010 para Orquesta Sinfónica.
- Accésit Concurso Composición Vila de Muro 2012. Banda Sinfónica.
- Premio Innovación Educativa 2012 por su sistema en el Ateneu Cultural Cor Ciutat de Manises.
- Premio Nacional "Valencia Crea 2013". Grupo de Cámara.

## Obras
- Op.1.- La Tuba Boja (Tuba y 2 percusionistas)
- Op.1b.- Concierto para Tuba y Banda (Accésit concurso internacional para solista y banda Lliria 2009)
- Op.2.- Rapsodia Demagoga. (Banda Sinfónica). (Accésit Concurso Composición Vila de Muro 2012)
- Op.3.- La Persisténcia de la Memória ( 10 instrumentos)(Premio Nacional Valencia Crea 2008")
- Op.4.- Concierto para Banda (Premio Villa de Madrid "Maestro Villa" 2008, para Banda Sinfónica)
- Op.5.- Requiem (Para Banda, 3 coros, 2 solistas y Electroacústica)(Premio Internacional de composición para Banda y Coro "40 aniversario de la FSMCV" 2009)
- Op.6.- Diario de una Mente Enferma (grupo de cámara) (Premio Nacional Valencia Crea 2009)
- Op.7.- Tabú (Para banda, encargo del IVM (Instituto Valenciano de la Música)para el certamen de la Comunidad Valenciana 2009)
- Op.8.- Quinteto de viento. (Premio Internacional "Salvador Seguí" 2009 de Montserrat para quinteto de viento)
- Op.9.- Temporis. Para Orquesta, Coro y Electrónica. (Premio Villa de Madrid "Joaquín Rodrigo" 2010 para Orquesta Sinfónica)
- Op.10.- Hasta La Próxima. Ópera para Contrabajo, Arpa, Electroacústica, Soprano Ligera, Soprano dramática, Contratenor, Bajo y Actor mudo. Encargo CSMV para su inauguración.
- Op.11.- Sixty-nine. Para trombón solo. Encargo de Francisco Coll para el recital final de carrera en la Guidlhall de Londres.
- Op.12.- Cuarteto n.º 1. Para Clarinete Contrabajo, Piano, Violoncello y Contrabajo.
- Op.13.- La Muerte Rosa (Concierto para Percusión y Banda).
- Op.14.- El Entierro de la Conciencia. (Grupo de Cámara, 10 instrumentos). (Premio Nacional Valencia Crea 2013)
- Op.15.- Poemario de un Tiempo. Para coro.
- Op.16.- Cantos de Maldoror. Grupo de Cámara.
- Op.17.- El Derrocamiento de la Imaginación. Para Orquesta Sinfónica.
- Op.18.- Cantos de Inocencia y de Experiencia. Ópera para cuarteto de saxofones sopranos.

- Datos: Q5946001